# Le Dernier Fiacre de Berlin
Pour plus de détails, voir Fiche technique et Distribution.
Le Dernier Fiacre de Berlin (Die letzte Droschke von Berlin) est un film allemand réalisé par Carl Boese, sorti en 1926.

## Synopsis
Un hiver à Berlin. Le vieux Lüdecke refuse d'abandonner sa calèche pour une automobile. Son affaire va mal et son épouse Auguste veut qu'il achète une voiture. Il est têtu, il ne veut pas se séparer de son cheval et de son fiacre pour adopter le rythme moderne. Karl, leur fils, rêve de reprendre l'affaire mais devine la réaction de son père s'il apprenait qu'elle continuerait avec une automobile. Margot, la fille, est fiancée au chauffeur de taxi Flottmann, ils veulent se marier. Lüdecke s'y oppose aussi.
Flottman achète une montre pour l'offrir à Margot. Mais cette montre est un objet volé, la police l'arrête. Il ne savait pas que c'était un objet volé. Margot obtient de son père le droit de se marier avec Flottmann. Le receleur est retrouvé et innocente Flottmann. Le mariage peut avoir lieu.
Karl obtient sa licence de taxi sans que son père le sache. Il a honte de lui et cache le document. Lüdecke est irrité par la bonne humeur de son fils au chômage et lui arrache la licence en lui disant : "Je ne pensais pas que tu étais capable de le faire."
Lüdecke n'assiste pas au mariage de sa fille, il préfère travailler. Puis il s'enivre dans un bar et revient à son fiacre. Un client arrive. Mais ce dernier trouve qu'il ne va pas assez vite et s'énerve quand une automobile les double. Lüdecke devient fou et se met au défi de la rattraper. Mais il va sur la Spree gelée, perd le contrôle et tombe dans l'eau froide. Flottmann le sauve et le ramène à la maison.
À la fin, la famille trouve une solution amiable: fusionner la compagnie de taxi de Lüdecke et de Flottmann, Lüdecke peut garder son fiacre et son cheval.

## Fiche technique
- Titre original : Die letzte Droschke von Berlin
- Réalisation : Carl Boese
- Scénario : Leo Haller, Rudolf Strauss
- Musique : Giuseppe Becce
- Directeur de la photographie : Tony Frenguelli (de)
- Décors : Franz Schroedter (de)
- Production : Lupu Pick
- Sociétés de production : Rex-Film
- Pays de production : Allemagne  République de Weimar
- Langue : allemand
- Format : Noir et blanc - 1,33:1 - 35 mm
- Genre : Drame
- Durée : 75 minutes
- Date de sortie :
  - Allemagne  République de Weimar 18 mars 1926

## Distribution
- Lupu Pick : Lüdecke
- Hedwig Wangel : Auguste, sa femme
- Maly Delschaft : Margot, sa fille
- Werner Pittschau : Karl, son fils
- Hans Adalbert Schlettow : Flottmann
- Albert Florath : Wilhelm Lemke
- Evi Eva (de) : Anna
- Hugo Fischer-Köppe : Oskar Hampel
- Karl Falkenberg : Strolch

## Autour du film
Le film est tourné en décembre 1925 et janvier 1926 à Berlin. Lupu Pick choisit de produire le film et se donne le premier rôle. Il fait appel au réalisateur expérimenté Carl Boese. Le film fait suite au Dernier des hommes de Friedrich Wilhelm Murnau, le personnage de Lüdecke s'inspirant de celui du portier interprété par Emil Jannings.